# پاین (شیلی)
پاین (به اسپانیایی: Paine) یک شهرستان در شیلی است که در مایپو واقع شده‌است. پاین ۶۷۸ کیلومتر مربع مساحت و ۵۰٬۰۲۸ نفر جمعیت دارد و ۴۰۹ متر بالاتر از سطح دریا واقع شده‌است.